# Скеля Ель Капітан
Ель Капітан (англ, ісп. El Capitan) — 1000-метрова вертикальна кам'яна формація в Національному парку Йосеміті, розташована на північній стороні долини Йосеміті, біля її західного кінця. Цей гранітний моноліт — один з найулюбленіших у світі серед альпіністів.
Формація названа «Ель Капітан» батальйоном Маріпоса під час дослідження долини в 1851 році. Назва Ель Капітан (ісп. El Capitan — «капітан», «лідер») була вільним іспанським перекладом назви, наданої цій скелі корінним населенням, яке було «To-to-kon oo-lah» або «To-tock-ah-noo-lah». Невідомо, чи ця назва посилалася на конкретного вождя, або просто була надана найбільшій скелі. За сучасні часи, назва формації англійською мовою часто скорочується «Ел Кеп», особливо серед альпіністів.
Вершини Ель Капітан може досягнути пішою прогулянкою з долини Йосеміті через водоспади Йосеміті та продовжуючи на захід. Для альпіністів завдання — влізти по вертикальному гранітному схилу, є кілька десятків подібних маршрутів сходження, всі вони довгі та важкі.
Східним схилом скелі спадає один з Йосемітських водоспадів — Кінський Хвіст.
Продовжуючи традицію іменувань, 8 червня 2015 компанія Apple презентувала свою нову операційну систему OS X El Capitan, названу саме на честь цієї скелі.